# Yoru ni Kakeru
 (octobre 2024).
La mise en forme du texte ne suit pas les recommandations de Wikipédia : il faut le « wikifier ».
Les points d'amélioration suivants sont les cas les plus fréquents. Le détail des points à revoir est peut-être précisé sur la page de discussion.
- Les titres sont pré-formatés par le logiciel. Ils ne sont ni en capitales, ni en gras.
- Le texte ne doit pas être écrit en capitales (les noms de famille non plus), ni en gras, ni en italique, ni en « petit »…
- Le gras n'est utilisé que pour surligner le titre de l'article dans l'introduction, une seule fois.
- L'italique est rarement utilisé : mots en langue étrangère, titres d'œuvres, noms de bateaux, etc.
- Les citations ne sont pas en italique mais en corps de texte normal. Elles sont entourées par des guillemets français : « et ».
- Les listes à puces sont à éviter, des paragraphes rédigés étant largement préférés. Les tableaux sont à réserver à la présentation de données structurées (résultats, etc.).
- Les appels de note de bas de page (petits chiffres en exposant, introduits par l'outil «  Source ») sont à placer entre la fin de phrase et le point final[comme ça].
- Les liens internes (vers d'autres articles de Wikipédia) sont à choisir avec parcimonie. Créez des liens vers des articles approfondissant le sujet. Les termes génériques sans rapport avec le sujet sont à éviter, ainsi que les répétitions de liens vers un même terme.
- Les liens externes sont à placer uniquement dans une section « Liens externes », à la fin de l'article. Ces liens sont à choisir avec parcimonie suivant les règles définies. Si un lien sert de source à l'article, son insertion dans le texte est à faire par les notes de bas de page.
- La présentation des références doit suivre les conventions bibliographiques. Il est recommandé d'utiliser les modèles {{Ouvrage}}, {{Chapitre}}, {{Article}}, {{Lien web}} et/ou {{Bibliographie}}. Le mode d'édition visuel peut mettre en forme automatiquement les références.
- Insérer une infobox (cadre d'informations à droite) n'est pas obligatoire pour parachever la mise en page.

Pour une aide détaillée, merci de consulter Aide:Wikification.
Si vous pensez que ces points ont été résolus, vous pouvez retirer ce bandeau et améliorer la mise en forme d'un autre article.
Albums de Yoasobi
THE BOOK 2
(2021)
Singles de Yoasobi
Ano Yume o Nazotte
(2020)
"Yoru ni Kakeru" (夜に駆ける, Modèle:Lit) est le premier single du duo japonais Yoasobi. C'est le premier titre de leur premier album, The Book (2021). Le titre a été publié le 15 décembre 2019 par le label Sony Music Entertainment Japan. La musique a pour inspiration la nouvelle de Mayo Hoshino , タナトスの誘惑 (Tanatosu no Yūwaku, Modèle:Lit), qui a été publiée sur l'espace le réseau social Monogatary.com. Le single a ensuite gagné le Sony Music Award ainsi que le Grand Prize from Monocon en 2019.
Ce titre musical dépeint un personnage d'un homme fasciné par la personnification de la mort qui essaye d'empêcher sa petite amie de se suicider. Par ailleurs l'artiste Hatsune Miku a interprété une version de la chanson qui a été ajoutée aux albums Ghost City Tokyo (2019), et Mikuyoasobi(2021) de l'artiste Ayase, membre du duo Yoasobi. La version anglaise de la chanson a été traduite par Konnie Aoki et s'intitule "Into the Night", elle a été publiée le 2 juillet 2021 à l'occasion de la première chanson anglaise de Yoasobi.

## Retours
Un clip vidéo accompagnant le titre "Yoru ni Kakeru" a été publié sur la chaine YouTube d'Ayase le 16 novembre 2019. Cette vidéo a dépassée les 10 millions de vues en 5 mois. Juste  après sa sortie la musique atteint les première positions sur les classements des services de streaming comme Spotify et Line Music,,, cette popularité se remarque également au japon sur le réseau social TikTok durant la pandémie du COVID-19,.
"Yoru ni Kakeru" commence à la position 76 du Billboard Japan Hot 100 elle atteint ensuite la première place en mai 2020. La musique a dominé le classement pendant trois semaines consécutives et six semaines au total. En 2020, la musique fini à la première place du Japan Hot 100, c'est la première musique qui n'était pas issue d'un CD à réaliser ce score. La musique a été certifiée "Diamant" par l'association d'enregistrements du japon (Recording Industry Association of Japan, RIAJ), en dépassant les 500 millions de streams le 25 octobre 2021, la première musique à réaliser cette performance dans l'histoire de la RIAJ. Le 13 septembre 2023, l'organisme de classement musicaux  Billboard Japan ajoute que le titre "Yoru ni Kakeru" est devenu la première musique de leurs classements à dépasser le milliard de stream au niveau mondial. Le 12 avril 2024, l'entreprise Oricon considère cette musique comme la musique la plus streamée de l'aire Reiwa (2019–2023) avec 859 million streams au japon.

## Performances en live et utilisation dans les médias
Le 15 mai 2020, Ikura, chanteuse du duo Yoasobi interprète la chanson sur la chaine YouTube The First Take. Cette chaine YouTube contient des performances exclusives d'artistes comprenant notamment des versions alternatives ou des remixs, ici la vidéo "Yoru ni Kakeru |The Home Take" dépasse les 100 millions de vues, une performance unique. Yoasobi donne leur première interprétation télévisée de "Yoru ni Kakeru" le 31 décembre lors de l'émission 71st NHK Kōhaku Uta Gassen filmé dans la bibliothèque du complexe culturel de, Kadokawa au japon. C'était la première fois que le duo participait à une performance en live sans présenter de nouvel album . Lors de la campagne de promotion de leur premier album The Book, ils ont interprété "Yoru ni Kakeru" ainsi que  "Encore" lors de l'émission CDTV Live! Live!, le 18 janvier . Le 22 janvier c'est sur Music Station que "Yoru ni Kakeru" est jouée. En mars 2024 le titre est utilisé par McDonald's Japan lors d'une compagne publicitaire présentant le McDouble,.
| Cérémonie de remise des prix    | Année | Prix               | Résultat | Ref.   |
| ------------------------------- | ----- | ------------------ | -------- | ------ |
| Prix JASRAC                     | 2023  | Médaille d'argent  | Gagné    | .      |
| MTV Video Music Awards Japon    | 2020  | Chanson de l'année | Gagné    | [ 25 ] |
| Prix de la musique Space Shower | 2021  | Chanson de l'année | Gagné    | [ 26 ] |

## Versions
-"Yoru ni Kakeru" (夜に駆ける) – 4:21
-« Dans la nuit » – 4:22 (Version Anglaise)
-"Yoru ni Kakeru" - From the first take - 4:08

## Credits and personnel
- Ayase – compositeur, producteur
- Ikura – chant
- Takeruru – guitare
- Mayo Hoshino – écrivain de la nouvelle
- Takayuki Saitō – prise de son (voix)
- Masahiko Fukui – mixage
- Hidekazu Sakai –masteurisation
- Nina Ai – animation du clip vidéo, design de la couverture

| Région | Date              | Format  | Version                       | Label      | Ref.   |
| ------ | ----------------- | ------- | ----------------------------- | ---------- | ------ |
| Divers | 15 décembre 2019  | Digital | Originale (japonaise)         | Sony Japon | [ 27 ] |
| Divers | 29 octobre 2021   | Digital | Anglaise (« Dans la nuit »)   | Sony Japon | [ 28 ] |
| Divers | 21 septembre 2023 | Digital | version "From the First Take" | Sony Japon | [ 29 ] |